# Karl Rahner

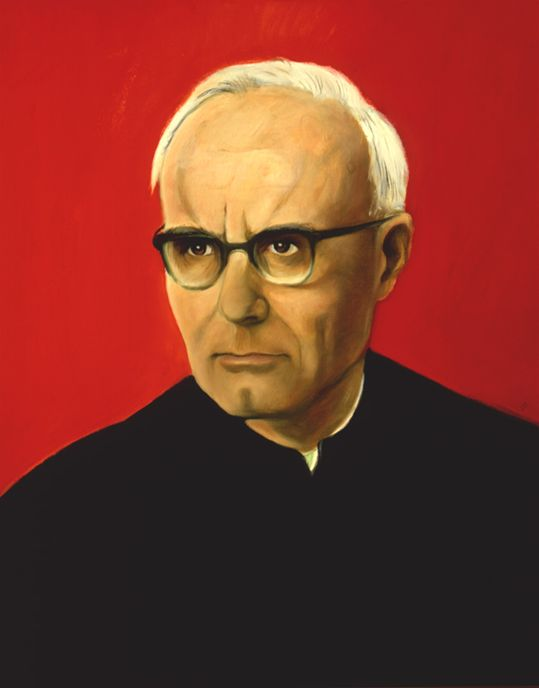
Karl Rahner

Karl Rahner S.J. (Freiburg im Breisgau, 5 maart 1904 – Innsbruck, 30 maart 1984) was een Duits rooms-katholiek theoloog. Zijn theologie beïnvloedde het Tweede Vaticaans Concilie en was doorslaggevend voor het ontwikkelen van een nieuwe rooms-katholieke geloofsopvatting. Ook zijn broer Hugo Rahner was een bekend theoloog.

## Leven
Rahner werd in Freiburg, Duitsland, geboren in een katholieke familie uit de middenklasse. Toen hij 18 was, trad hij toe tot de jezuïetenorde en hij is zijn verdere leven lang jezuïet gebleven. Hij studeerde lange tijd zowel theologie als filosofie. In Freiburg behaalde hij zijn doctorsgraad. Zijn proefschrift behandelde een aspect van het denken van Thomas van Aquino. Te Freiburg werd hij beïnvloed door Martin Heidegger. In Innsbruck behaalde hij een doctoraat in de theologie en begon in 1937 met lesgeven. Van 1938 tot 1948 verbleef hij in Wenen, in 1948 keerde hij terug naar Innsbruck, publiceerde daar veel theologische werken. Zijn theologie kwam onder verdenking te staan. In 1951 moesten al zijn werken eerst worden gelezen door een censor. In 1962 nam hij deel aan het Tweede Vaticaanse Concilie als adviseur en hem werd de rol van peritus, theologische expert, gegeven. Hierdoor kon hij een grote invloed hebben op de documenten die opgesteld werden. In 1964 nam hij een leerstoel aan in München; in 1967 doceerde hij in Münster tot aan zijn pensioen in 1971. In 1981 keerde hij nogmaals naar Innsbruck terug, waar hij in 1984 stierf.

## Werken
- Worte ins Schweigen (1938)
- Geist in Welt (1939)
- Hörer des Wortes. Zur Grundlegung einer Religionsphilosophie (1941)
- Schriften zur Theologie, 16 delen (1954-84)
- Sendung und Gnade (1959)
- Grundkurs des Glaubens (1976)
- Handbuch der Pastoraltheologie, 5 delen (1964-72)
- Sacramentum mundi, 4 delen (1967-69)

## Leer

### Symbolen
Rahner maakt veel gebruik van symbolen om dogma's beter te kunnen begrijpen. Een symbool is voor hem niet louter een extern teken, maar is intrinsiek verbonden met datgene waar het naar wijst. Een symbool is niet identiek aan wat het symboliseert, maar is er ook niet geheel verschillend van. De hele werkelijkheid is symbolisch. 

### Christologie
Rahner gebruikt zijn opvatting van symbolen om de christologie te verhelderen. Voor hem is Christus het symbool van de Vader. Zo is Christus zowel onderscheiden van de Vader als toch één met de Vader. Ook de incarnatie wordt in symbolische termen begrepen. Rahner houdt vast aan de godheid van Christus. Deze godheid staat niet in tegenstelling tot de menselijkheid van Christus, maar is de uiteindelijke vervulling van wat menselijkheid zou moeten zijn. 

### Ecclesiologie
Ook de kerk wordt in symbolische termen begrepen. De kerk is namelijk het symbool van Christus, de symbolische realiteit van de aanwezigheid van Christus en symboliseert verlossing. De kerk maakt genade zichtbaar en tastbaar en historisch. Dit is wat het betekent om het lichaam van Christus genoemd te worden. De kerk is hierbij een fundamenteel sacrament. 

### Verlossing
Rahner is bekend geworden met zijn uitspraak dat er "anonieme christenen" bestaan. Personen die nooit expliciet met het christendom in aanraking zijn geweest, kunnen toch de genade van Christus aangeboden hebben gekregen in hun onderbewuste, en deze genade hebben aangenomen, zonder zich dit bewust te zijn geweest.
- Bibsys: 90055445
- Biblioteca Nacional de España: XX894393
- Bibliothèque nationale de France: cb11921037v (data)
- Catàleg d'autoritats de noms i títols de Catalunya: 981058521466606706
- CiNii: DA00781004
- Digitale Bibliotheek voor de Nederlandse Letteren: rahn002
- Gemeinsame Normdatei: 118597868
- International Standard Name Identifier: 0000 0001 2103 2026
- Library of Congress Control Number: n79066426
- Nationale Bibliotheek van Letland: 000012545
- Bibliotheek van het Japanse parlement: 00453616
- Nationale Bibliotheek van Tsjechië: jn20000604556
- Nationale bibliotheek van Australië: 35796516
- Nationale Bibliotheek van Israël: 987007266694805171
- Nationale Bibliotheek van Polen: a0000001181104
- Nationale en Universitaire bibliotheek Zagreb: 000006183
- Nederlandse Thesaurus van Auteursnamen: 068428480
- Istituto Centrale per il Catalogo Unico: CFIV008030
- LIBRIS: 210661
- SNAC: w6tn0drn
- Système universitaire de documentation: 027088170
- Trove: 1091622
- Virtual International Authority File: 95297822
- WorldCat: E39PBJg8Brg6qgwyf8DMwJqhHC